# 陸野二二夫
陸野 二二夫（ろくの にじお）は、日本の漫画家。
雑誌や単行本の表記を見る限り、漢数字の「二」が正しいはずだが、本人のpixivでの名前がカタカナの「ニ」になっているためか、Google検索ではカタカナの「ニ」が もしかして に表示される。

## 来歴
秋田書店の新人賞、第2回赤いりんご賞大賞受賞者。大賞受賞作は秋田書店の『Eleganceイブ』増刊『もっと!』vol.4に掲載された。同誌vol.6より『それでも世界を崩すなら』連載開始。

## 作風
細かな直線による書き込みと、スタイリッシュなキャラクターが特徴。背景の書き込みによる小ネタの多さも特筆すべき点。また作中にテンドンが多く見られる。作中の人物や本人のブログから、眼鏡に対するこだわりがうかがえる。

## 作品リスト

### 雑誌掲載
- ほんの少しだけ -JUST A LITTLE-（もっと! vol.4）
- エラ呼吸適合手術（もっと! vol.4）
- それでも世界を崩すなら（もっと! vol.6 〜 コミック もっと! motto! 2014 AUTUMN → Champion タップ!）[1]
- それでも世界を崩すなら 出張掲載（週刊少年チャンピオン 2015年8月20＋27日号）
- けものフレンズ コミックアラカルト ジャパリパーク編

### 単行本
- それでも世界を崩すなら（秋田書店刊）[2]